# Quatuor Calidore
Le Quatuor Calidore (en anglais Calidore String Quartet) est un quatuor à cordes se produisant à l'échelle internationale, fondé à New York. Le Calidore est composé des violonistes Jeffrey Myers et Ryan Meehan, l'altiste Jeremy Berry et la violoncelliste Estelle Choi.
Formé au Colburn Conservatory of Music de Los Angeles en 2010, le quatuor est le grand gagnant de la première édition du concours Prix-M (M-Prize), parrainé par l'école de musique de l'Université du Michigan. La dotation de 100 000 dollars étant le plus important des prix de musique de chambre au monde. En février 2016, le quatuor Calidore est le premier  ensemble américain à se voir attribuer une bourse du Borletti-Buitoni Trust, à Londres. Dans les deux premières années de leur formation, le quatuor Calidore remporte le concours national Fischoff de musique de chambre, le concours national Coleman de musique de chambre ; lors de l'édition 2012 du concours de quatuor à cordes de l'ARD de Munich, ils remportent le premier prix et le concours international de Hambourg de Musique de chambre.
De 2014 à 2016, le quatuor est artiste en résidence à l'Université de Stony Brook. En 2016, ils rejoignent le programme de la Société de musique de chambre du Lincoln Center II. Le quatuor Calidore se produit régulièrement à travers l'Amérique du Nord, l'Europe et l'Asie. Il est apparu dans de nombreuses salles : Carnegie Hall, Wigmore Hall, Lincoln Center, Kumho Art Hall de Séoul ; et dans les festivals de musique : Verbier, Ravinia, Aspen, Rheingau, Festspiele Mecklenburg-Vorpommern (de), Mostly Mozart (New York) et de l'East Neuk (Royaume-Uni).
Les deux albums publiés par l'ensemble, ont été acclamés par la critique. Leur premier comprenant des quatuors à cordes de Mendelssohn et Haydn et a été salué comme « le modèle de confiance et de finesse » par le magazine Gramophone. Leur second album est une sélection de musique de la Première Guerre mondiale, publié par le label français Hortus. Le quatuor est représenté dans le monde entier par l'agence Opus 3 Artists.